# Намёт (геральдика)
Намёт (фр. les lambrequins, нем. Helmdecke) — геральдическое украшение, обязанное своим происхождением крестовым походам.

## История

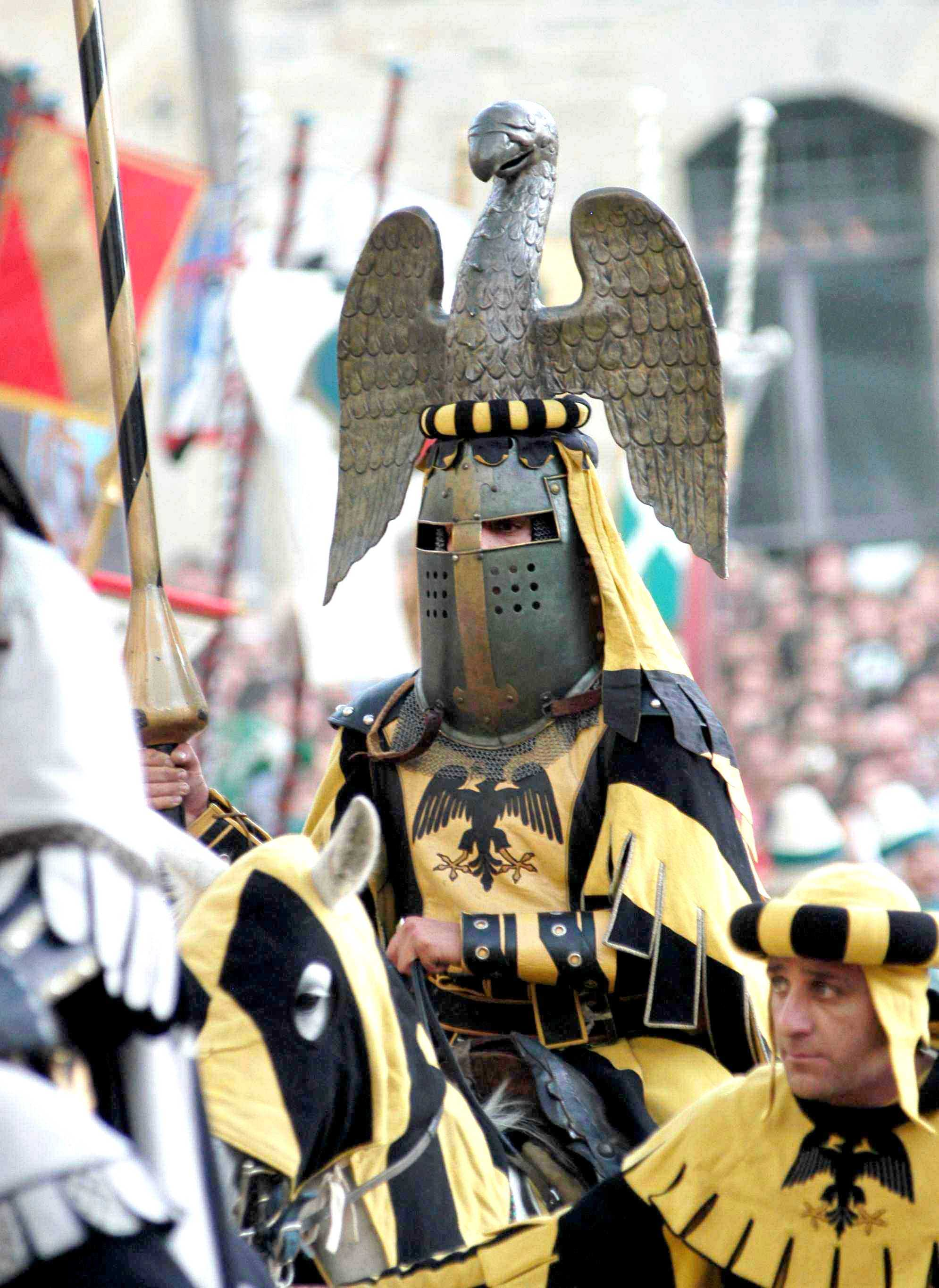
Рыцарь в сюрко и горшковом шлеме с нашлемной фигурой, бурлетом и намётом

Уже во втором походе, когда появились первые топфхельмы, рыцари, чтобы шлем не раскалялся от лучей солнца, стали покрывать тулью куском материи, который в походе и сражениях превращался в причудливые лоскутья.
Намёт в своём первоначальном виде редко встречался в геральдике. Однако французы дали каждому виду намёта соответствующий термин: развевающиеся покровы называются у них «volets» и «hachements», похожие на короткий плащ — «capelines», а те, что похожи на мантию, но такой не являются — «mantelines».
Начиная с эпохи Возрождения облик намёта перестал отражать его первоначальное назначение — увлечение античностью, в том числе и в декоре, сказалось на всём — и в гербах в том числе. Герб начали причудливо и щедро украшать завитками аканта, заменяющими собой изодранные в клочья покрывала, которые когда-то свидетельствовали о славных победах отважных рыцарей, чудом выживших в сражениях и прошедших множество рыцарских турниров.
Итальянское слово завитки «svolazzi» (завитки), гораздо лучше, чем французское «lambrequins» (ламбрекен), передаёт лёгкий и подвижный характер этого декоративного элемента и часто используется при описании намёта. Относительно формы этого украшения не существует устойчивых форм, кроме одной: он должен повторять цвета́ герба, причём цвет по́ля должны воспроизводить центральные завитки, а цвет фигур — боковые.

## Геральдика
В геральдике намёт получил изящный, узорчатый вид. Если щит герба увенчан шлемом, то последний почти всегда имеет намёт, состоящий из двух узорных украшений, обыкновенно в виде листьев, соединённых между собой и выходящих из-за шлема и вьющихся по боковым сторонам щита (см. гербы Гончаровых, Карамзиных и так далее). Если герб имеет щитодержателей, то намёт располагается лишь по верхней стороне щита (см. гербы графов Разумовских, Волынских). Цвет намёта соответствует цвету герба.

Геральдический намёт
Намёт, общий для всех гербов католических митрополитов